# Kingston upon Hull
Kingston upon Hull (ofta enbart: Hull) är en stad i grevskapet East Riding of Yorkshire i England. Staden är huvudort i kommunen City of Kingston upon Hull och ligger på Englands östkust vid floden Hulls utlopp i mynningsviken Humber. Den ligger cirka 54 kilometer sydost om York. Tätortsdelen (built-up area sub division) Kingston upon Hull hade 284 321 invånare vid folkräkningen år 2011.
Ett flertal äldre byggnader finns i staden, trots de svåra skadorna som Hull drabbades av under andra världskriget. Bland annat rör det sig om de medeltida kyrkorna Holy Trinity Church och St Mary's Church. En dansk sjömanskyrka med namnet Church of Saint Nikolaj ligger i staden.
University of Hull grundades 1927. Staden har ett flertal museer, bland annat Ferens Art Gallery (konst), Maritime Museum (maritimt museum) och Hull and East Riding Museum (historiskt). I mars 2002 invigdes The Deep, ett stort akvarium vid Sammy's Point (där floden Hull rinner ut i Humber). Stadens tidning heter Hull Daily Mail.
Hull är den enda stad i Storbritannien som har ett eget telefonnät. Det drivs av Kingston Communications, grundat 1902. Telefonkioskerna i staden är gräddvita. Stadsvapnet utgörs av tre kronor på blått liknande Sveriges vapen, men med kronorna i en vertikal linje.
En av stadens berömda män är William Wilberforce, som i brittiska parlamentet kämpade för slaveriets avskaffande och djurs rättigheter.

## Historia
Staden anlades runt klostret Meaux, men år 1293 såldes staden av klostret som ägde marken, till den engelske kungen Edvard I. Staden var tänkt som hans utgångspunkt för krig mot Skottland. Edvard I gav staden kungligt privilegiebrev (1 april 1299) under namnet King's town upon Hull, eller Kingston upon Hull – vilket betyder Kungens stad vid Hull. 1440 fick staden rätt att, inskränkt, styra sig själv. Hull blev under medeltiden en av landet viktigast exporthamnar för ull och kläde. Staden började från och med sent 1700-tal växa avsevärt till ytan.

## Ekonomi
Hull har en stor hamn, Hull Port. Varje år tar hamnen emot cirka 10 miljoner ton gods, till ett värde av 12 miljarder pund. De största fartyg som kan anlöpa hamnen är på 37 000 DWT. Primära importvaror är spannmål, timmer och livsmedel, medan färdiga produkter från norra och mellersta England går på export från staden.
Hull är även hemort för flera stora företag som BP, Smith & Nephew, Reckitt Benckiser och Humbrol. I staden finns bland annat kemisk och mekanisk industri samt läkemedelsindustri.

## Kommunikationer
Den viktigaste vägen till och från Hull är väg A63, som strax väster om staden går samman med motorvägen M62 (en del av, men ej skyltad som, E20). Humberbron, invigd 1981 och världens tredje längsta hängbro i ett spann, är en betydelsefull led för vägkommunikationerna mellan Hull och områden söder om Humber. Det finns direkta tågförbindelser med bland annat London (inklusive Hull Trains), Leeds och Manchester. Närmaste flygplats är Humberside Airport, cirka 20 kilometer söderut. Det finns färjetrafik (P&O Ferries) till Rotterdam. Före den 1 januari 2021 bedrev också P&O Ferries färjetrafik till Zeebrygge i Belgien.

## Sport
Hull City AFC spelar i Championship, den  näst högsta ligan i engelsk fotboll.

## Bildgalleri

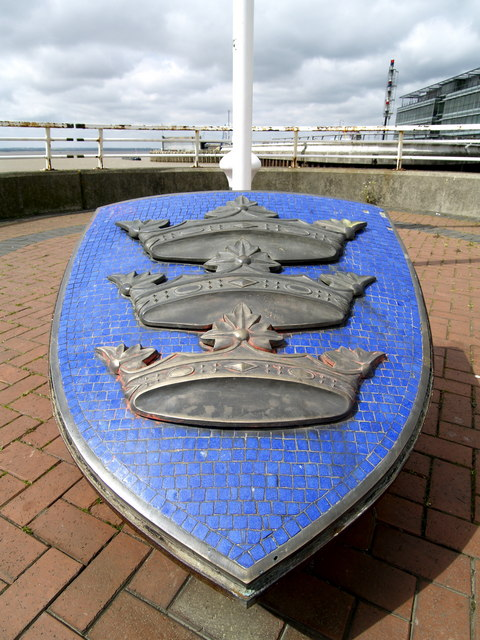
Hulls tre kronor-vapen.
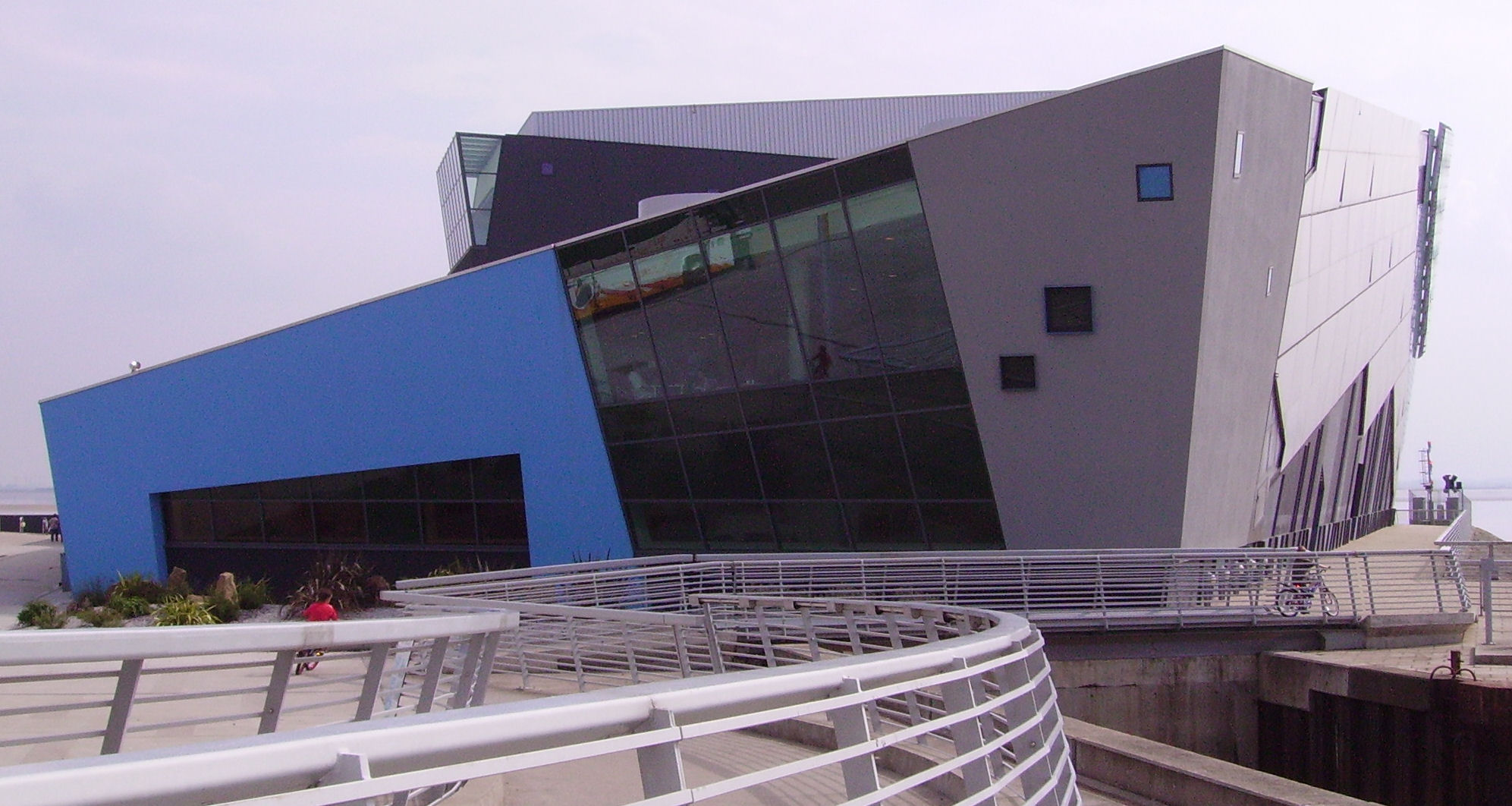
The Deep har, liksom många andra Millennium Commission-projekt, en ganska anslående arkitektur.
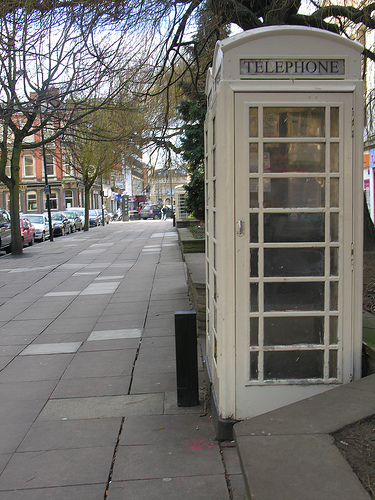
Telefonkiosk (modell K6) i Hull.
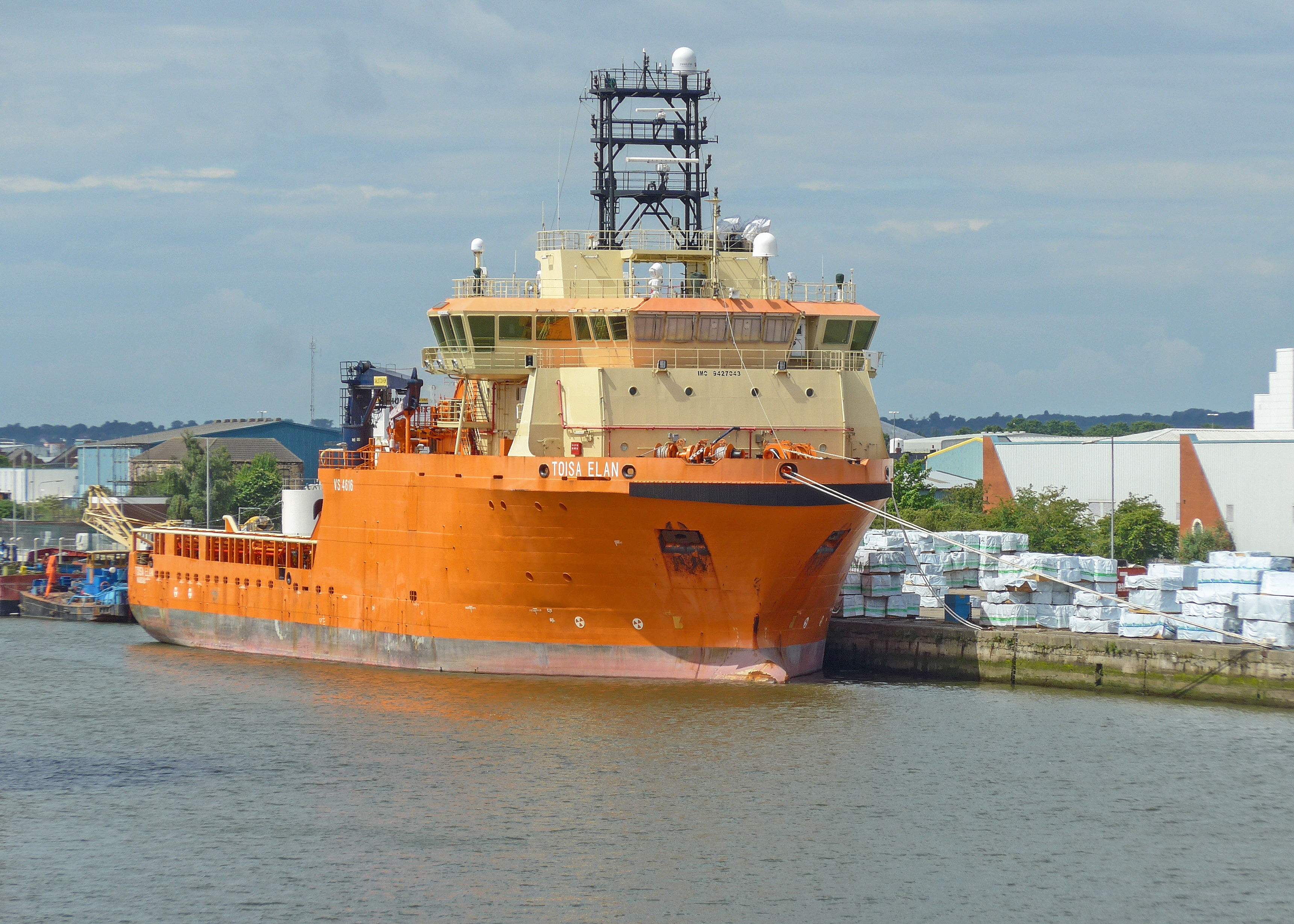
Fartyg i Hulls hamn.
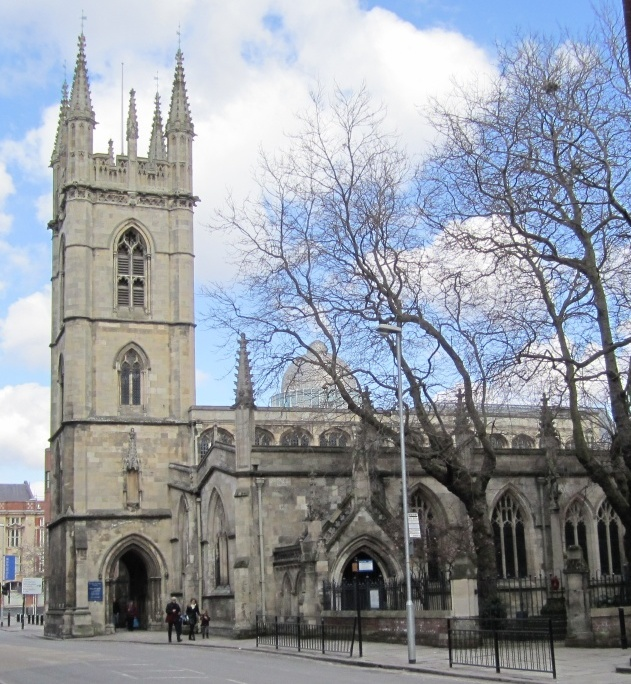
St Mary's Church i Hull.